# Boufflers (Somme)
Pour les articles homonymes, voir Boufflers.
Boufflers est une commune française située dans le département de la Somme en région Hauts-de-France.
Depuis le 13 février 2020, la commune fait partie du parc naturel régional Baie de Somme - Picardie maritime.

## Géographie

### Localisation
Boufflers est un village-rue picard du Ponthieu
Limitrophe du Pas-de-Calais, la localité est située à 8 km au nord-ouest d'Auxi-le-Château, 10 km à l'est de Crécy-en-Ponthieu, 13 km au sud d'Hesdin, 22 km au nord-est d'Abbeville et à 45 km au nord-ouest d'Amiens à vol d'oiseau.
Le territoire de la commune est limitrophe de ceux de cinq communes.
Les communes limitrophes sont  Gennes-Ivergny, Gueschart, Le Boisle, Tollent et Vitz-sur-Authie.

### Géologie et relief
Sa superficie actuelle est de 562 hectares (5,62 km2). L'altitude minimum est de 17 mètres, le maximum de 89 mètres (Le Monstrelet).

### Hydrographie

#### Réseau hydrographique
La commune est située dans le bassin Artois-Picardie. Elle est drainée par l'Authie, le ruisseau de la Fontaine des Billes, le marais de Villeroy et un autre petit cours d'eau.
| (texte à fusionner) Le fleuve côtier picard l'Authie constitue la limite nord de la commune et la sépare du Pas-de-Calais. S'écoulant, en moyenne à 25 mètres d'altitude, le ruisseau de la « Fontaine Riante » est le principal cours d'eau qui traverse la commune de Boufflers. |

L'Authie, d'une longueur de 108 km, prend sa source dans la commune de Coigneux et se jette  dans la Manche, son embouchure formant une vaste baie, comprise entre Fort-Mahon-Plage et Berck, typique des estuaires picards.

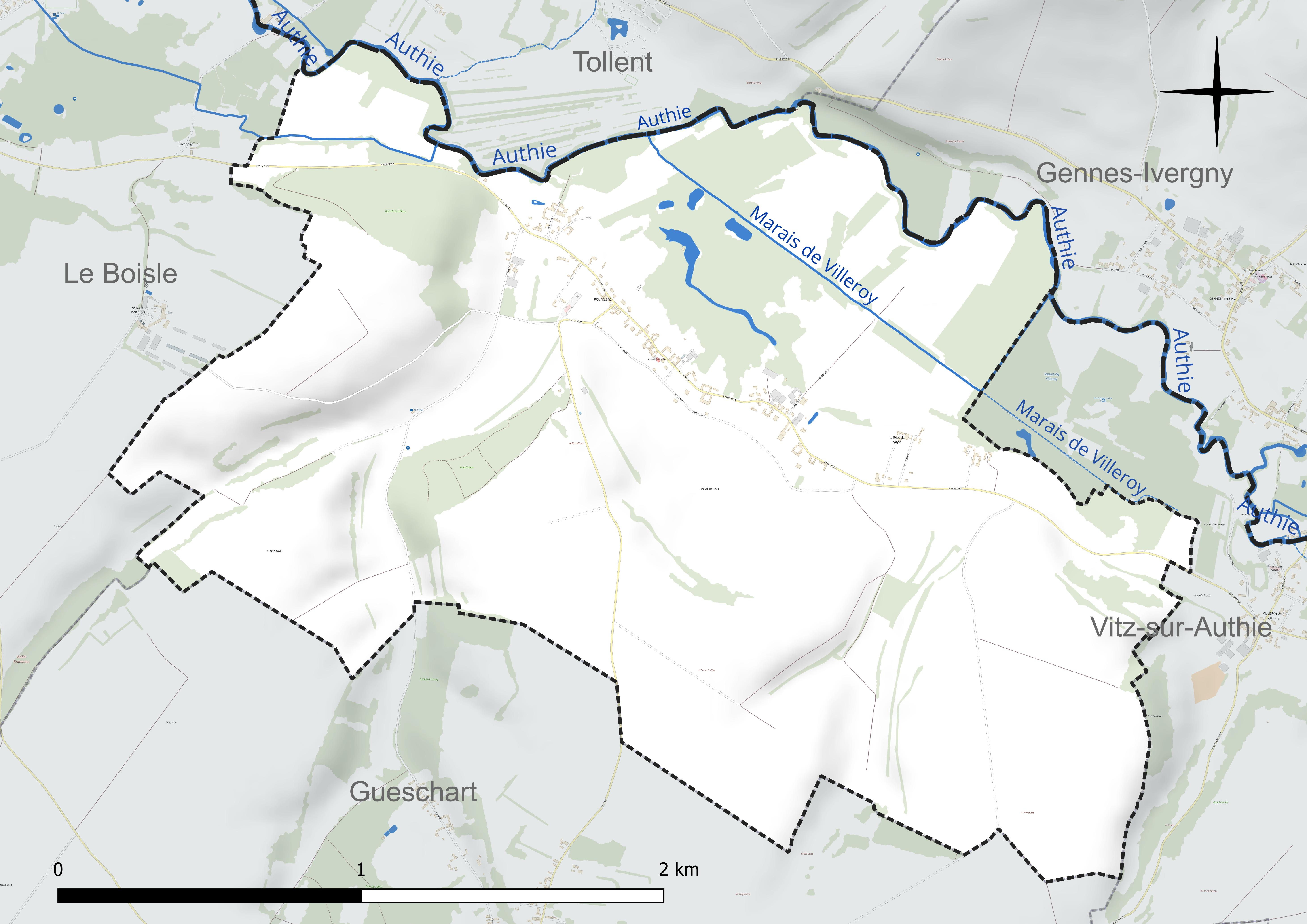
Réseau hydrographique de Boufflers.

#### Gestion et qualité des eaux
Le territoire communal est couvert par le schéma d'aménagement et de gestion des eaux (SAGE) « Authie ». Ce document de planification concerne un territoire de 1 253 km2 de superficie, délimité par le bassin versant de l'Authie. Le périmètre a été arrêté le 5 août 1999 et le SAGE proprement dit est, en 2024, en cours d'élaboration. La structure porteuse de l'élaboration et de la mise en œuvre est le syndicat mixte Canche Et Authie.
La qualité des cours d'eau peut être consultée sur un site dédié géré par les agences de l'eau et l'Agence française pour la biodiversité.

### Climat
Pour des articles plus généraux, voir Climat des Hauts-de-France et Climat de la Somme.
En 2010, le climat de la commune est de type climat océanique altéré, selon une étude du CNRS s'appuyant sur une série de données couvrant la période 1971-2000. En 2020, Météo-France publie une typologie des climats de la France métropolitaine dans laquelle la commune est exposée à un climat océanique et est dans la région climatique Côtes de la Manche orientale, caractérisée par un faible ensoleillement (1 550 h/an) ; forte humidité de l'air (plus de 20 h/jour avec humidité relative > 80 % en hiver), vents forts fréquents.
Pour la période 1971-2000, la température annuelle moyenne est de 10,5 °C, avec une amplitude thermique annuelle de 13,3 °C. Le cumul annuel moyen de précipitations est de 816 mm, avec 12,2 jours de précipitations en janvier et 8,4 jours en juillet. Pour la période 1991-2020, la température moyenne annuelle observée sur la station météorologique la plus proche, située sur la commune de Bernaville à 18 km à vol d'oiseau, est de 10,4 °C et le cumul annuel moyen de précipitations est de 877,3 mm,. Pour l'avenir, les paramètres climatiques de la commune estimés pour 2050 selon différents scénarios d'émission de gaz à effet de serre sont consultables sur un site dédié publié par Météo-France en novembre 2022.

## Urbanisme

### Typologie
Au 1er janvier 2024, Boufflers est catégorisée commune rurale à habitat dispersé, selon la nouvelle grille communale de densité à sept niveaux définie par l'Insee en 2022.
Elle est située hors unité urbaine et hors attraction des villes,.

### Occupation des sols
L'occupation des sols de la commune, telle qu'elle ressort de la base de données européenne d'occupation biophysique des sols Corine Land Cover (CLC), est marquée par l'importance des territoires agricoles (86,2 % en 2018), en augmentation par rapport à 1990 (83,3 %). La répartition détaillée en 2018 est la suivante : 
terres arables (45,8 %), prairies (32,4 %), forêts (13,8 %), zones agricoles hétérogènes (8 %). L'évolution de l'occupation des sols de la commune et de ses infrastructures peut être observée sur les différentes représentations cartographiques du territoire : la carte de Cassini (XVIIIe siècle), la carte d'état-major (1820-1866) et les cartes ou photos aériennes de l'IGN pour la période actuelle (1950 à aujourd'hui).

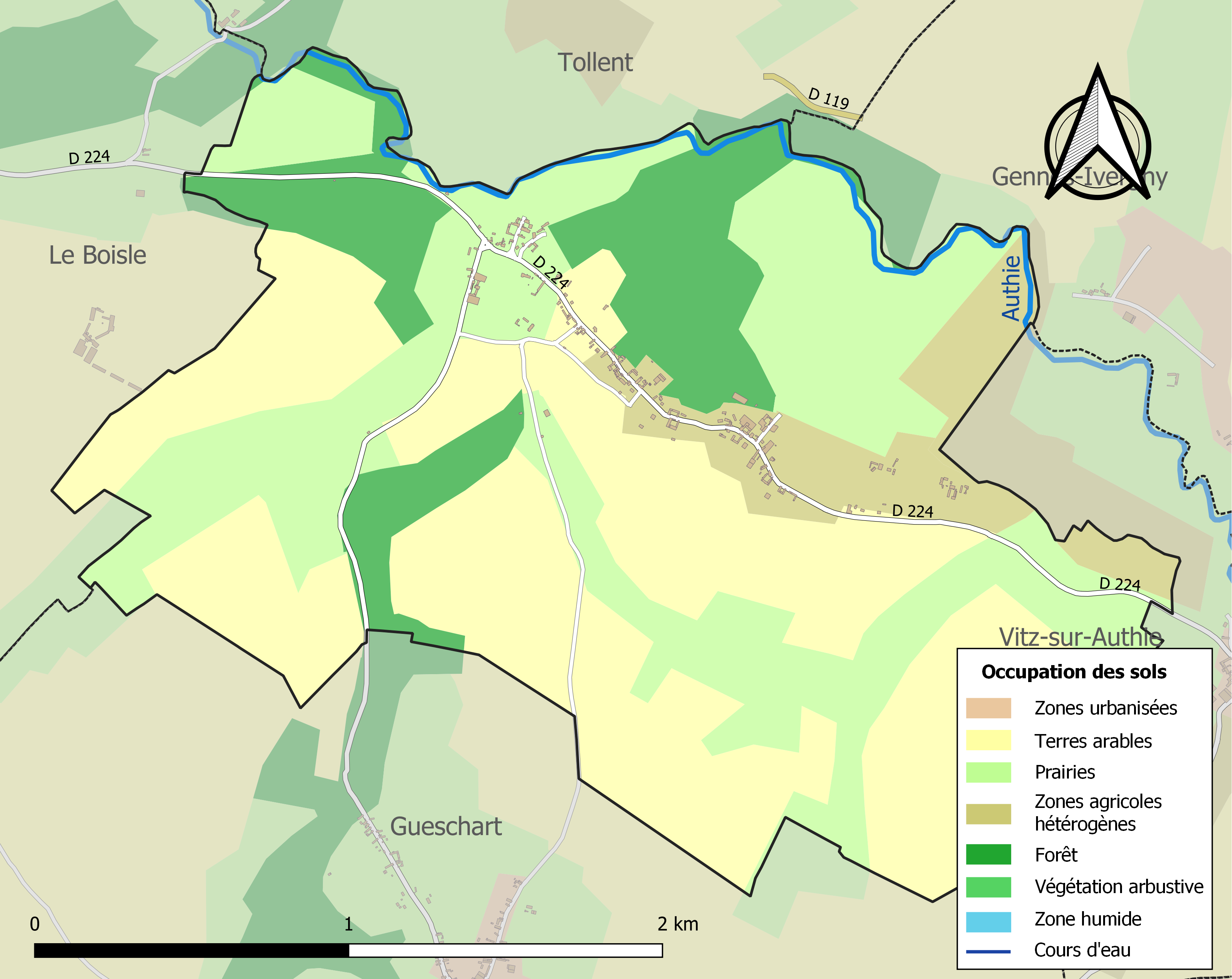
Carte des infrastructures et de l'occupation des sols de la commune en 2018 (CLC).

### Voies de communication et transports
Boufflers est aisément accessible par l'ex-route nationale 28 et le tracé initial de l'ex-route nationale 338 (actuelles RD 928 et 938).
En 2019, la localité est desservie par les lignes de bus du réseau Trans'80 (axe Boufflers - Abbeville), chaque jour de la semaine, sauf le dimanche et les jours fériés.

## Toponymie
Le nom de la localité est attesté sous les formes Bonflers en 1423 ; Bonfleurs en 1423 ; Boufler en 1710 ; Bouflers en 1720 ; Boufleres en 1764.

Du  germanique bon « roseau » et lari « terrain inculte », (Bois environné de haies).
Montrelet-Saint-Mauguille ou Montrelet-sur-Authie (dép. de Boufflers), du latin du IVe siècle, Monasteriolum ; Monasteriolum in pago Pontivo » en 1080 (Hariulf, XIIe siècle, cartulaire de Saint-Georges) ; après le XIe siècle a été ajouté le suffixe diminutif -et : « petit monastère » ; Montrelet en 1218 ; Monstrelet en 1304.

## Histoire
Boufflers était à l'origine un hameau de Monstrelet-sur-Authie.
Saint Wulgan, évêque de Douvres qui avait connu saint Mauguille en Angleterre, vint le rejoindre dans sa solitude après avoir remonté l'Authie jusqu'à Montrelet. Il mourut près de lui en 685 environ.
On peut conclure de ceci que l'existence de Monstrelet remonte au moins au VIIe siècle.
Monstrelet (Monstreledus) est  détruit en août 1635, pendant la période française de la guerre de Trente Ans, et n'a jamais été reconstruit. En 1689, ne subsistaient plus que l'église Saint-Mauguille et le presbytère.
Il a constitué, au XVIIe siècle, un village disposant d'une certaine « autonomie », si l'on en juge d'après les registres paroissiaux qui mentionnent l'existence d'un curé de Monstrelet.
En 1733, à Monstrelet, « le campenard est à réparer » (visite de l'archidiaconé G446).
Monstrelet désigne aujourd'hui, une petite colline, couverte de champs, située à la sortie du village en direction de Vitz-Villeroy.
Le 16 juin 1944, un V1 allemand s'écrase à la limite du Boisle et fait sept victimes civiles,.

## Politique et administration
| Période                                  | Période                      | Identité                             | Étiquette | Qualité                        |
| ---------------------------------------- | ---------------------------- | ------------------------------------ | --------- | ------------------------------ |
| Les données manquantes sont à compléter. |                              |                                      |           |                                |
| 1848                                     | 1866                         | François Eleonor Constantin Sagebien |           |                                |
| 1866                                     | 1875                         | Constant Achille Didon               |           |                                |
| 1900                                     | 1909                         | Constantin Lalé                      |           |                                |
| 1909                                     |                              | Louis Martin Flautre                 |           |                                |
| 1914                                     |                              | Augustin Hurquin                     |           |                                |
| 1921                                     | 1929                         | Louis Martin Flautre                 |           |                                |
| 1933                                     | 1945                         | Aimé Lefebvre                        |           |                                |
| mars 1945                                | 1959                         | Victoria Paris                       |           |                                |
| mars 1959                                | juin 1995                    | Edmond Lefebvre                      |           | fils d'Aimé Lefebvre           |
| juin 1995                                | 2014                         | Jocelyn Duvauchelle                  |           |                                |
| 2014                                     | 7 août 2018                  | Jean-Claude Ricard                   |           | Décédé en fonction             |
| octobre 2018                             | En cours (au 8 octobre 2020) | Vincent Mailly                       |           | Réélu pour le mandat 2020-2026 |

La mairie diffuse les informations locales par le biais du bulletin municipal De l'Enconnay au Montrelet.

## Démographie
L'évolution du nombre d'habitants est connue à travers les recensements de la population effectués dans la commune depuis 1793. Pour les communes de moins de 10 000 habitants, une enquête de recensement portant sur toute la population est réalisée tous les cinq ans, les populations de référence des années intermédiaires étant quant à elles estimées par interpolation ou extrapolation. Pour la commune, le premier recensement exhaustif entrant dans le cadre du nouveau dispositif a été réalisé en 2004.

En 2022, la commune comptait 115 habitants, en évolution de −8 % par rapport à 2016 (Somme : −1,26 %, France hors Mayotte : +2,11 %).
| 1793 | 1800 | 1806 | 1821 | 1831 | 1836 | 1841 | 1846 | 1851 |
| ---- | ---- | ---- | ---- | ---- | ---- | ---- | ---- | ---- |
| 178  | 256  | 197  | 227  | 276  | 320  | 320  | 316  | 329  |

| 1856 | 1861 | 1866 | 1872 | 1876 | 1881 | 1886 | 1891 | 1896 |
| ---- | ---- | ---- | ---- | ---- | ---- | ---- | ---- | ---- |
| 329  | 341  | 338  | 308  | 315  | 333  | 306  | 320  | 287  |

| 1901 | 1906 | 1911 | 1921 | 1926 | 1931 | 1936 | 1946 | 1954 |
| ---- | ---- | ---- | ---- | ---- | ---- | ---- | ---- | ---- |
| 268  | 262  | 240  | 227  | 220  | 188  | 188  | 175  | 177  |

| 1962 | 1968 | 1975 | 1982 | 1990 | 1999 | 2004 | 2006 | 2009 |
| ---- | ---- | ---- | ---- | ---- | ---- | ---- | ---- | ---- |
| 186  | 171  | 135  | 135  | 126  | 129  | 105  | 96   | 111  |

| 2014 | 2019 | 2022 | - | - | - | - | - | - |
| ---- | ---- | ---- | - | - | - | - | - | - |
| 122  | 116  | 115  | - | - | - | - | - | - |

## Culture locale et patrimoine

### Lieux et monuments
- Monument aux morts de la Première Guerre mondiale, surmonté du coq gaulois.
- Deuxième Guerre mondiale : stèle commémorative des victimes civiles du V1 du 16 juin 1944.

Monuments commémoratifs
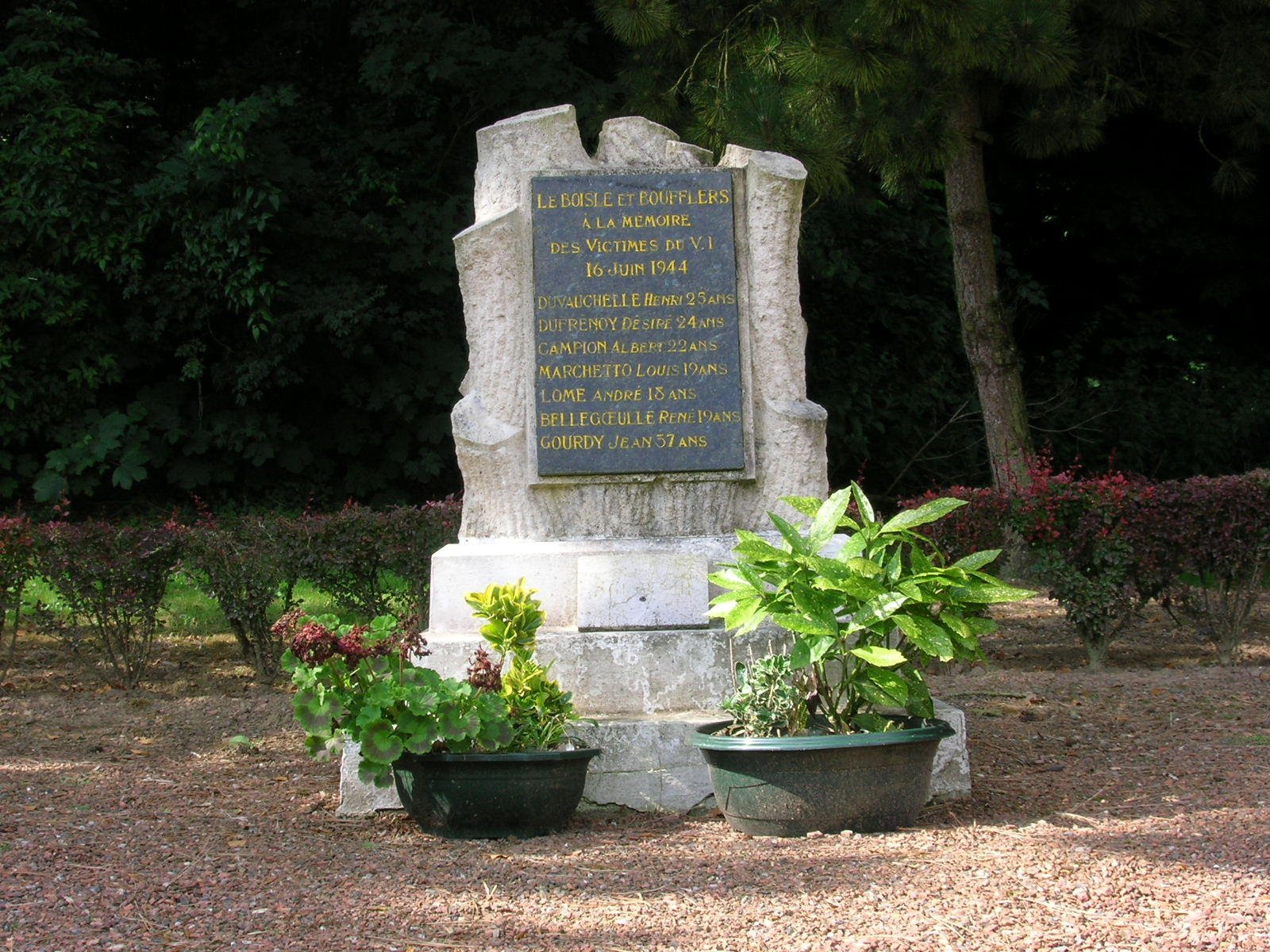
Route départementale D 224.
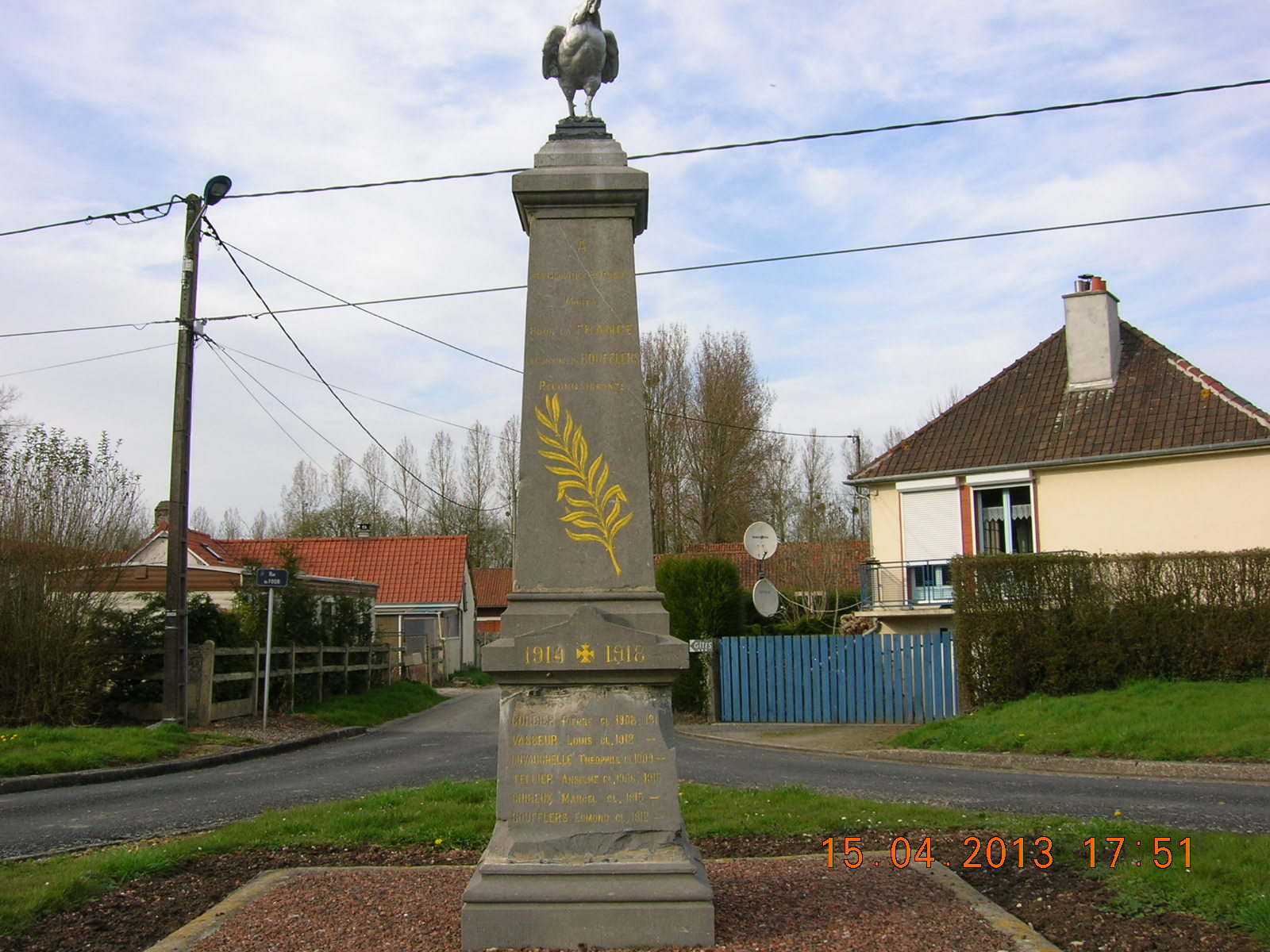
Six noms sont inscrits sur le monument.

- Église Saint-Mauguille.

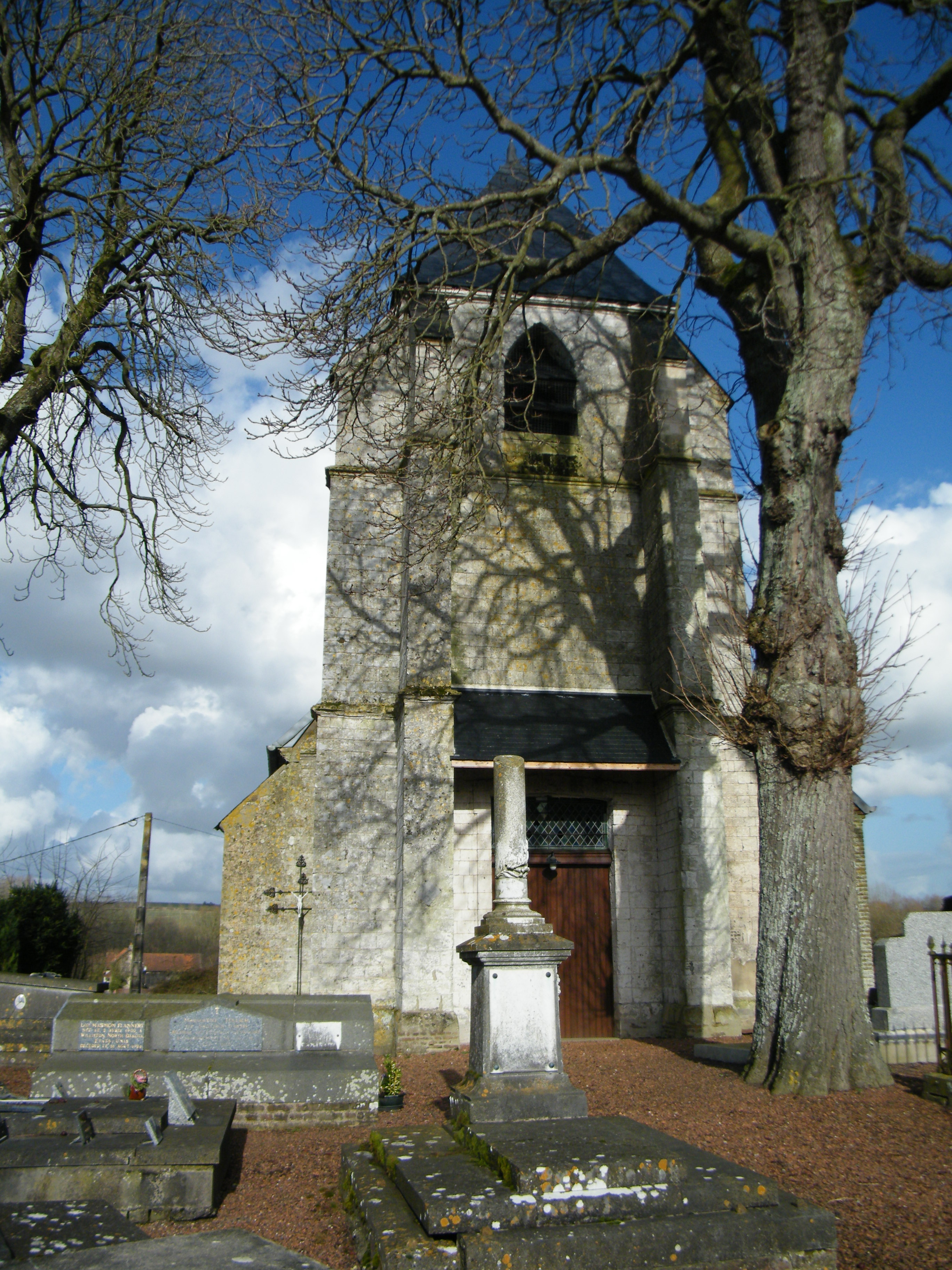
Le clocher de l'église.
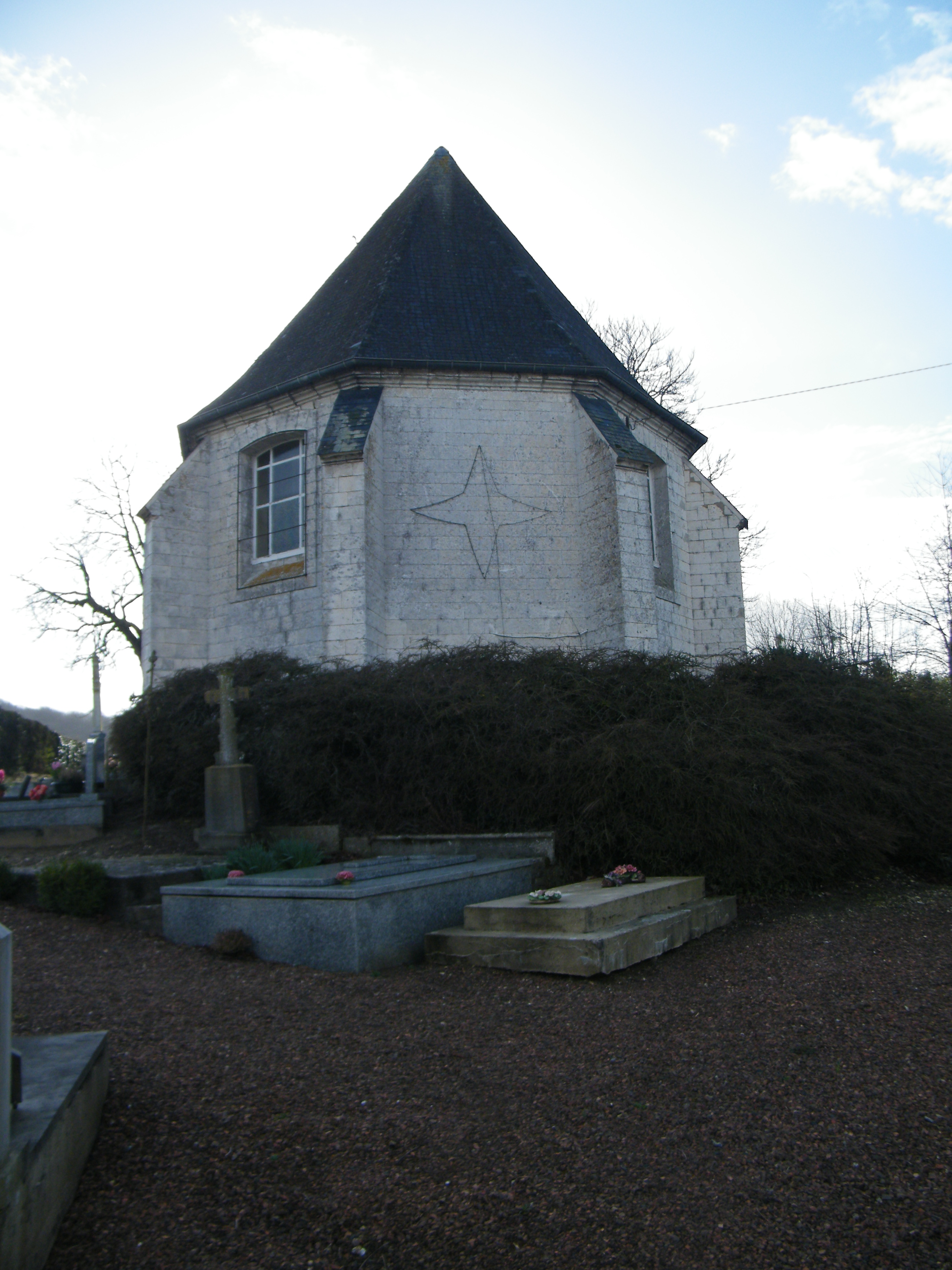
Le chevet de l'église.
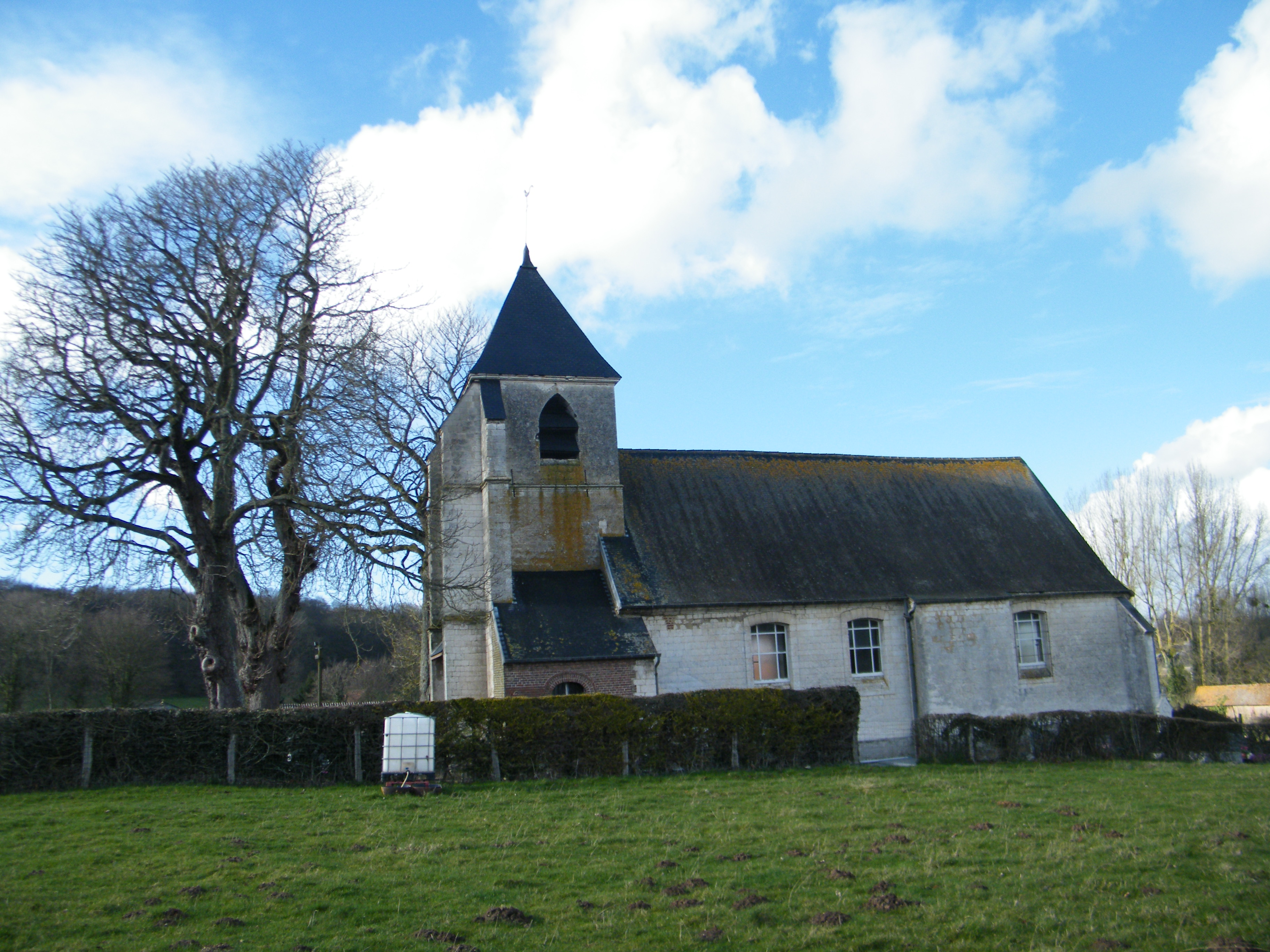
L'église dans son ensemble.
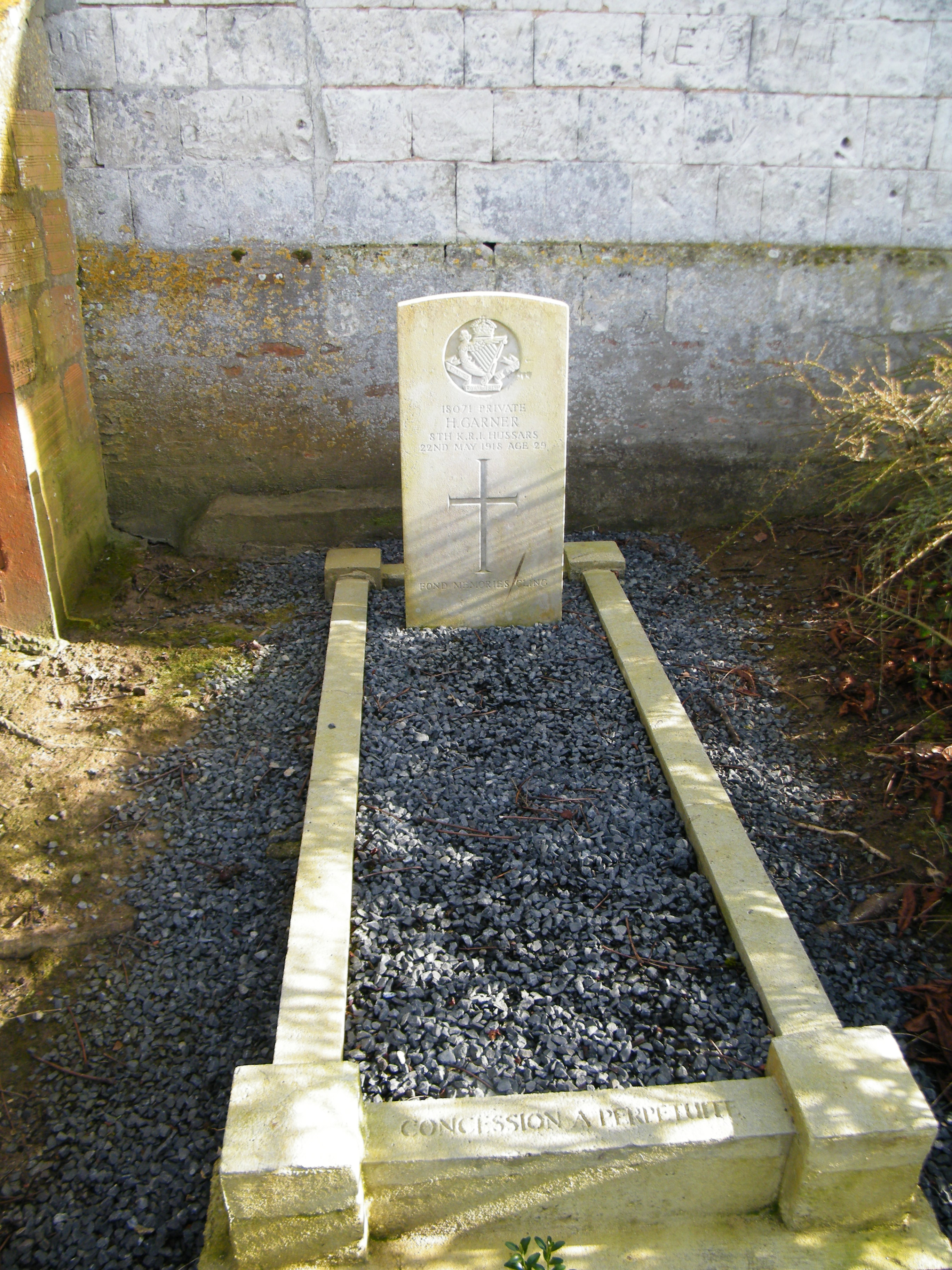
Tombe de soldat britannique dans le cimetière.

- Château de Boufflers
Le château fort d'origine est brûlé en 1472 par les troupes du maréchal de Lohéac (nommé gouverneur de la Picardie, en 1471, par Louis XI), puis à nouveau en 1589 par les Ligueurs pour punir Adrien de Boufflers de s'être attaché à Henri IV.

Sur les ruines du château fort, un nouvel édifice est élevé, au XVIIIe siècle, par la famille de Boufflers. C'est une construction en brique et pierre blanche, disposée en trois corps de logis dont un à étage mansardé, autour d'une vaste cour. Construit par Jules Hardouin-Mansart, l'ensemble est doté d'une grande cheminée et d'une petite tour carrée au nord.
Les boiseries furent brûlées comme bois de chauffage par l'armée anglaise pendant la guerre 1914-1918.
Les ruines actuelles ne conservent aujourd'hui que quelques pans de  mur. Elles sont encore visibles, en retrait de la rue principale (D 224), à 100 mètres environ du monument aux morts.

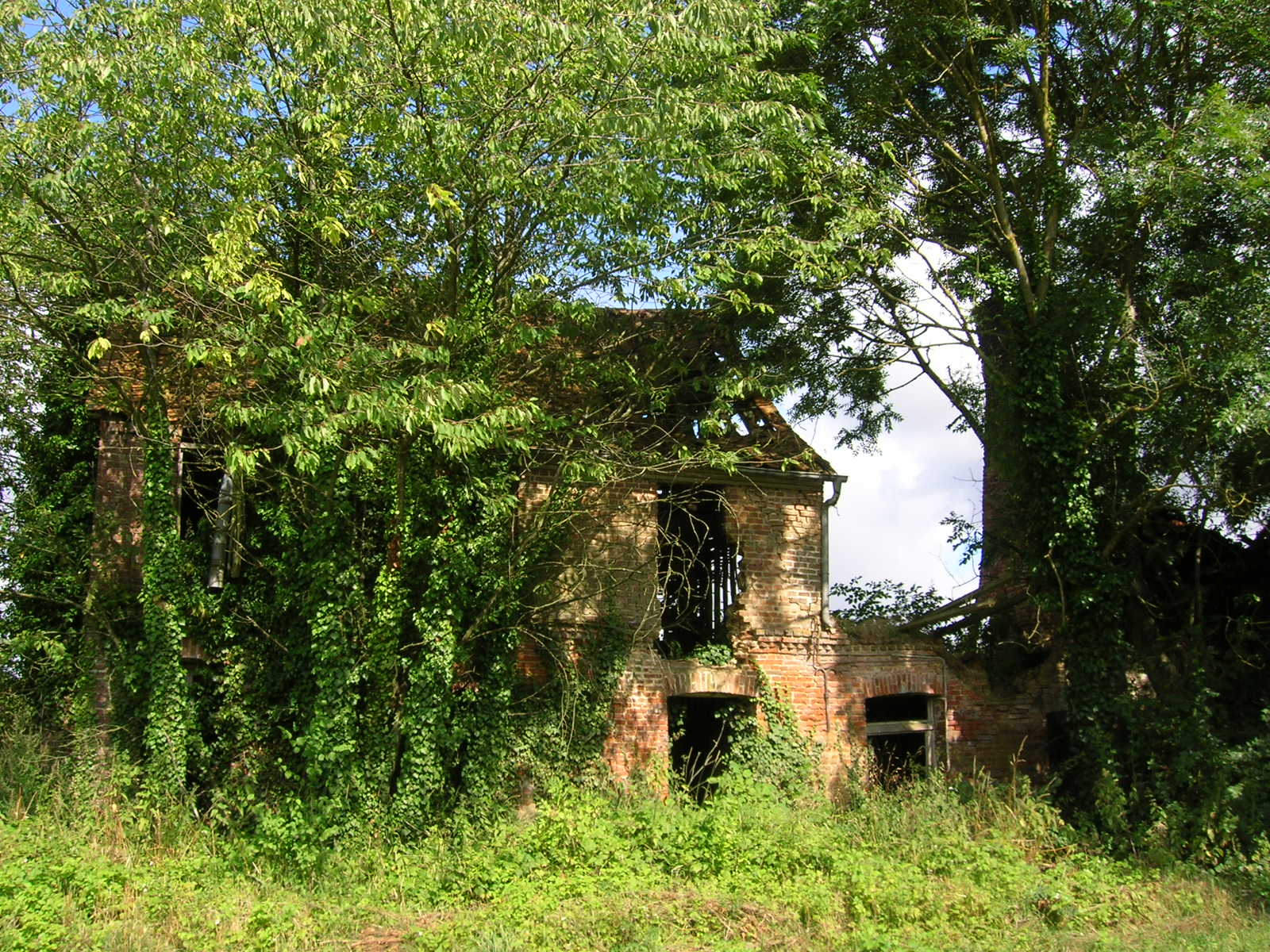
Restes du corps de logis principal.
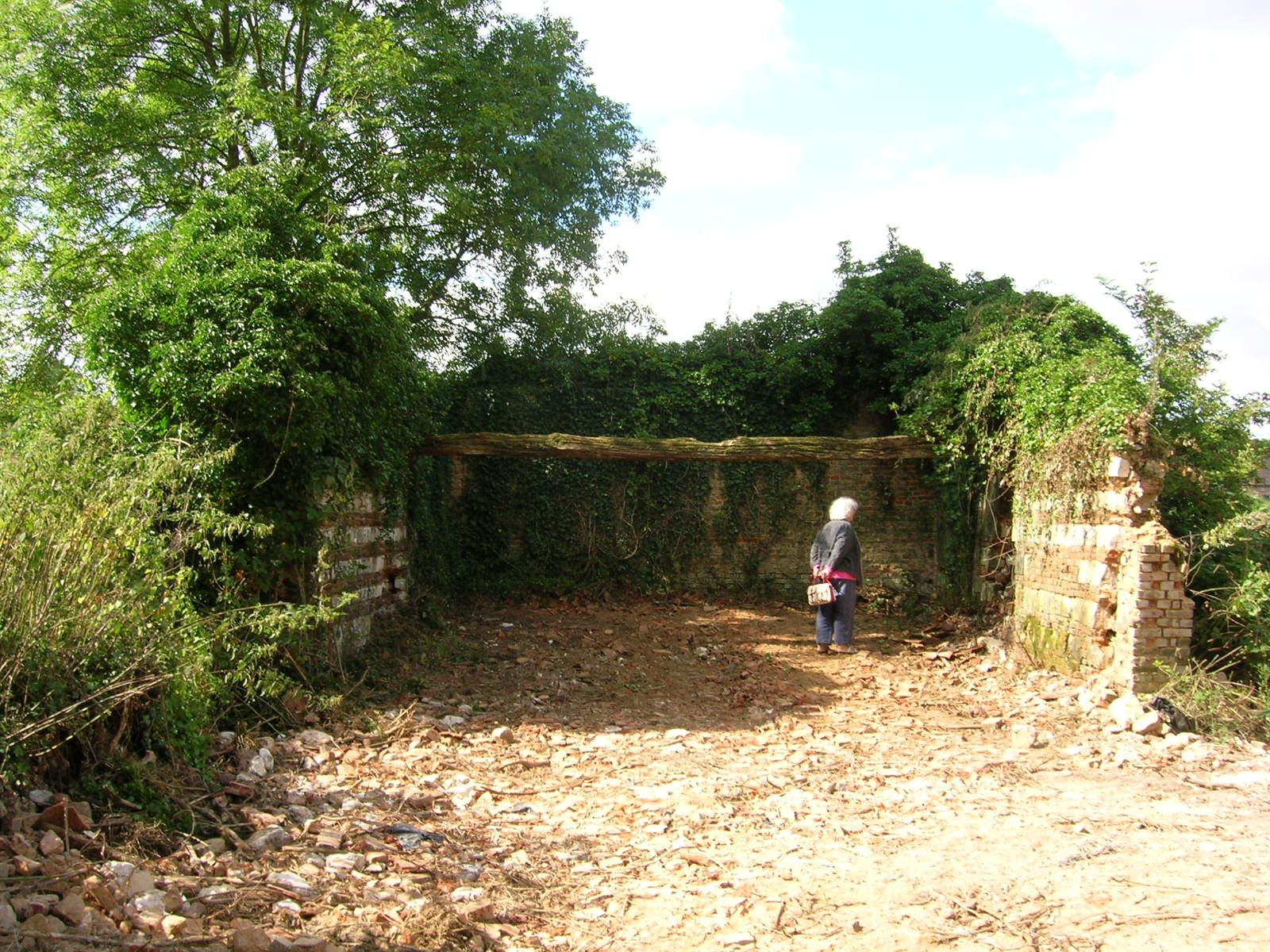
Restes d'un ancien corps de bâtiment.

### Héraldique
|  | Les armes de la commune se blasonnent ainsi : d'argent aux trois molettes de gueules, accompagnées de neuf croisettes recroisetées du même, trois en chef, trois en fasce et trois en pointe ordonnées 2 et 1. |

### Personnalités liées à la commune
- Famille de Boufflers ;
- Famille de Crillon.